# Haojue
Haojue Group или Haojue Holdings (豪爵, «Хаоцзюэ», буквально — «Герцог») — китайский производитель мотоциклов и скутеров (в том числе электрических) под брендами Haojue и Suzuki. Входит в десятку крупнейших производителей мототехники в мире, экспортирует свою продукцию в более чем 80 стран мира. Штаб-квартира расположена в Цзянмыне (Гуандун).

## История
Компания Jiangmen Dachangjiang Group была основана в январе 1992 года (в том же году она начала производство мотоциклов); в 1993 году начала сотрудничество с Suzuki Motor. В 1997 году производственная мощность компании возросла до 800 тыс. единиц в год, в 1998 году Haojue ввела в эксплуатацию завод двигателей и начала производство скутеров Neptune.
В 1999 году Haojue вошла в десятку крупнейших производителей мотоциклов и инвестировала в компанию Chongqing Wangjiang Suzuki Engine; в 2000 году начала экспорт мотоциклов через Suzuki Motor; в 2002 году создала совместное предприятие Suzuki Motor Research and Development. В 2003 году Haojue впервые вошла в число 500 крупнейших предприятий Китая и по итогам года продала 1 млн двухколёсных транспортных средств; в 2005 году открыла новый логистический центр.  
В 2006 году Haojue увеличила производственную мощность до 3 млн единиц и начала строительство завода в Чанчжоу (введён в эксплуатацию в январе 2010 года); в 2007 году создала с Suzuki Motor совместное предприятие Changzhou Haojue Suzuki Motorcycle; в 2009 году учредила дочернюю компанию Chongqing Haojue Industrial (Чунцин). В 2010 году общий объем производства Haojue Group превысил 2,81 млн единиц мототехники. В апреле 2011 года была создана дочерняя компания Changzhou Haojue Electric Motorcycle (разработка и производство электрических мотоциклов и скутеров марки Haojue); в январе 2012 года в Чанчжоу началось серийное производство модели GW250. 
В августе 2012 года был официально аккредитован Changzhou Haojue Suzuki Motorcycle Testing Center. К концу 2015 года совокупные активы Haojue Holdings достигли 12,1 млрд юаней; число розничных точек в Китае превысило 15 тыс. магазинов. В начале 2016 года стоимость бренда Haojue составила 40,6 млрд юаней.

## Деятельность
Haojue производит бензиновые и электрические мотоциклы и скутеры на своих заводах в Цзянмыне, Чанчжоу и Цзянцзине. Кроме того, Dachangjiang Group совместно с компаниями Gogoro и Yadea владеет на Тайване производством комплектующих (в том числе аккумуляторов для электротранспорта) и развивает в Китае сеть станций замены аккумуляторов под брендом Huan Huan.

## Структура
- Jiangmen Dachangjiang Group Co. Ltd. или DCJ (Цзянмынь) — основана в 1992 году, дочерняя компания Haojue Group, один из крупнейших производителей мотоциклов в Китае; имеет в Цзянмыне (провинция Гуандун) два завода по сборке мотоциклов и скутеров, а также два завода по производству двигателей для мототехники[9].
- Changzhou Suzuki Motor Research and Development Co. Ltd. (Чанчжоу) — основана в 2002 году, совместное предприятие Haojue Group и Suzuki Motor Corporation, разрабатывает мотоциклы и скутеры.
- Changzhou Haojue Suzuki Motorcycle Co. Ltd. (Чанчжоу) — основана в 2007 году, совместное предприятие Haojue Group и японской Suzuki Motor Corporation, крупнейший китайский производитель мотоциклов с иностранными инвестициями[10].
- Chongqing Haojue Industrial Co. Ltd. (Чунцин) — основана в 2009 году, дочерняя компания Haojue Group, производит мотоциклы и скутеры.
- Changzhou Haojue Electric Motorcycle Co. Ltd. (Чанчжоу) — основана в 2011 году, дочерняя компания Haojue Group, производит электрические мотоциклы и скутеры.
- Chongqing Wangjiang Haojue Engine Co. Ltd. (Чунцин) — дочерняя компания Haojue Group, производит двигатели для мототехники.